# テーコア・イウタ

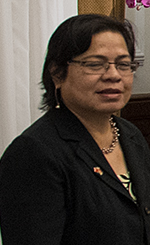
テーコア・イウタ（2017年11月）

テーコア・イウタ（キリバス語: Teekoa Iuta、繁体字中国語: 游黛姤）は、キリバスの外交官、大使。2013年から2018年にかけて台北常駐の在中華民国大使、2014年より非常駐の駐日大使。

## 外交経歴
2013年5月31日に初めて在中華民国キリバス大使館が設置され、同年6月13日、イウタが初代大使として馬英九総統に信任状を捧呈。
2014年7月11日、駐日大使として東京を訪問し、皇居で信任状を捧呈した。
2018年4月23日、中華民国とキリバスの友好関係を促進した功績を讃えられ、中華民国政府より大綬景星勲章を受章した。同年5月1日、蔡英文総統に謁見し、離任の挨拶をした。